# Elio Polimeno
Elio Polimeno (Torre del Greco, 10 agosto 1943 – Napoli, 8 gennaio 1998) è stato un attore italiano.

## Biografia
Di professione elettricista di bordo su navi della società di navigazione pubblica denominata Caremar. Poi attore teatrale, che resterà sempre la sua passione, si mise in luce nella Cantata dei Pastori, rivisitata da Roberto De Simone nel 1974 e portata in scena al Teatro San Ferdinando di Napoli, in cui Polimeno interpretò la parte del diavolo. De Simone ricorda: 
Artista poliedrico, ricoprì spesso ruoli da caratterista al fianco di affermati attori quali Marcello Mastroianni, Carlo Giuffrè, Michele Placido e Massimo Troisi. Tra le sue interpretazioni cinematografiche viene ricordato nei film La pelle (1981) dal romanzo di Curzio Malaparte, nel 1982 interpretò il ruolo del contrabbandiere Mastino, in No grazie, il caffè mi rende nervoso duettando con Lello Arena, a cui si rivolgeva in alcune scene nel gergo della parlesia. Nel 1984 comparve in un cameo nel film Un ragazzo e una ragazza, in cui era "Vito Cucchiarone", un incubo del protagonista del film Jerry Calà. Nel 1986 è nel cast de Il camorrista di Giuseppe Tornatore, nel ruolo del malavitoso Gaetano Zarra (ispirato a Pasquale Barra).
Per la televisione si ricordano le interpretazioni in L'ombra nera del Vesuvio di Steno e La piovra 3 con Michele Placido.
Molto legato alla sua terra d'origine, partecipava attivamente alle tradizioni culturali e popolari che vi si svolgevano, tra cui la Festa dei Quattro altari e la Festa dell'Immacolata, in cui egli stesso era uno dei portatori.
Morì prematuramente per un attacco cardiaco avvenuto durante un'operazione al cuore all'ospedale Monaldi di Napoli. È sepolto nel cimitero di Torre del Greco.

## Riconoscimenti
Il 7 dicembre 2012 a Torre del Greco, suo paese natale, gli fu dedicata la mostra fotografica L'Immacolata, Torre del Greco e il suo cittadino devoto... Storia di un artista... Elio Polimeno, in cui fu esposto anche il book fotografico usato per il film Il camorrista.

## Filmografia

### Cinema
- Il Casanova di Federico Fellini, regia di Federico Fellini (1977)
- La pelle, regia di Liliana Cavani (1981)
- No grazie, il caffè mi rende nervoso, regia di Lodovico Gasparini (1982)
- Un ragazzo e una ragazza, regia di Marco Risi (1984)
- Anemia, regia di Alberto Abruzzese (1985)[5]
- Il camorrista, regia di Giuseppe Tornatore (1986)
- Se lo scopre Gargiulo, regia di Elvio Porta (1988)
- Scugnizzi, regia di Nanni Loy (1989)
- C'è posto per tutti, regia di Giancarlo Planta (1990)

### Televisione
- Sotto il placido Don, regia di Vittorio Cottafavi, Amleto Micozzi e Bruno di Geronimo - documentario Rai (1973)
- Série noire, di Pierre Grimblat - serie di 37 film televisivi per il canale francese TF1:

(ep. 1) Neve a Capri, regia di Gianluigi Calderone (1984)
(ep. 8) Nemico pubblico n. 2, regia di Edward Niermans (1984)
(ep. 21) Grandezza e decadenza di una piccola impresa cinematografica, regia di Jean-Luc Godard (1986)
- L'ombra nera del Vesuvio, regia di Steno - miniserie TV (1986)
- La piovra 3 - miniserie TV (1987)
- Uomo contro uomo, regia di Sergio Sollima - miniserie TV (1989)
- Ricatto 2 (Bambini nell'ombra) - miniserie TV (1991)
- Racket, regia di Vittorio De Sisti - miniserie TV (1997)

## Teatro
- La Cantata dei pastori, regia di Roberto De Simone (1974) (dall'omonima opera di Andrea Perrucci)